# Ніч Бараат
Ніч Бараат (араб. ليلة البراءة‎ — Ляйлят аль-Бараа‎) — одна з особливо шанованих мусульманами ночей, відзначається в ніч з 14 на 15 число місяця шабан. В ісламі, цей день вважається днем звільнення або відпущення гріхів. У ніч Бараат мусульмани зазвичай проводять у бдінні, читають Коран і моляться.

## Історія
Немає достовірного хадиса щодо достоїнства ночі у середині місяця шабан, і також не встановлено про її достоїнства від сподвижників, що вони робили певне поклоніння у ній. Ця ніч як і інші, в яку Аллах сходить в останню її частину і нічим не відрізняється від інших ночей.
Бараат у перекладі з арабської означає «непричетність», «повне відділення», «очищення».
Вважається, що саме в цю ніч Аллах дав пророку Мухаммаду право заступництва (шафаат) за всіх мусульман. У цю ніч начебто прощаються всі людські гріхи, крім «великих» (підступи проти інших людей, розпивання алкоголю, чаклунство, не шанування своїх батьків і т. д.).
До небажаних дій в цю ніч відносяться приготування особливих страв, підсвічування будинків або мечетей, проведення релігійних зборів і читання довгих лекцій, здійснення колективних молитов і зикрів.
Наступна таблиця показує дату за григоріанським календарем, відповідно до 14-го дня місяця шабан:
| 2018      | 2019      | 2020      | 2021       | 2022       | 2023      | 2024      | 2025      |
| --------- | --------- | --------- | ---------- | ---------- | --------- | --------- | --------- |
| 30 квітня | 19 квітня | 07 квітня | 27 березня | 19 березня | 8 березня | 25 лютого | 14 лютого |